# Емма Тахмизян
Емма Тахмизян (на английски: Emma Tahmizian) е българска пианистка, етническа арменка, живее в САЩ.

## Биография
Родена е в Пловдив на 13 декември 1957 г. Нейните предци се преселват в България след Първата световна война.
На 8-годишна възраст получава премия на националния фестивал в София. Завършва Националната музикална академия при проф. Константин Ганев. В периода 1974 – 1985 г. печели няколко международни конкурса, включително Международния конкурс „Роберт Шуман“ в Цвикау, Германия през 1977 г.
Свири с филхармонии в Москва, Ленинград, Хале, Берлинския симфоничен оркестър. През 1985 г., след участие в конкурса за пианисти в чест на Ван Клибърн, остава в САЩ и се установява в Ню Йорк. Специализира във висшето училище „Джулиард“ при Адел Маркус. Свири с камерни оркестри и прави редица солови концерти. Преподава в университета Лоурънс (Lawrence University) в щата Уисконсин както и в лятната школа на Bowdoin College.

## Участие в конкурси
- I място на VII Международен конкурс Роберт Шуман (Цвикау, ГДР, 1977)[2]
- VII място на VII Международен конкурс П. И. Чайковски (Москва, 1982)[3][4]
- VI място на Международен конкурс за пианисти в Лийдс (Великобритания, 1984)
- IV място в Конкурс за пианисти Ван Клибърн (САЩ, 1985)